# Gobe Software
Gobe Software foi uma empresa de software que publicou uma suíte de aplicativos para BeOS. Durante alguns anos também distribuiu o próprio BeOS.

## História

### Início
A Gobe foi fundada em 1997 por alguns dos autores do programa Styleware para Apple II. Após deixarem a StyleWare e criar o produto que viria a ser conhecido como ClarisWorks e AppleWorks, Bob Hearn, Scott Holdaway, Tom Hoke, Scott Lindsey, Bruce Q. Hammond e Carl Grice deixaram a Claris e formaram a Gobe com o objetivo de criar um programa semelhante ao ClarisWorks para BeOS.
O produto final, Gobe Productive possuía o processador de texto, planilha de cálculo e editor de imagens vetoriais mais bem acabados para BeOS em um pacote integrado como o ClarisWorks ou o Microsoft Works.

### O fim
Quando a Be Incorporated terceirizou a distribuição do BeOS no ano 2000, a Gobe passou a ser a distribuidora do BeOS na América do Norte, Austrália e partes da Ásia. Semanas após assinar com outras distribuidoras ao redor do globo, a Be Inc. interrompeu o desenvolvimento do BeOS e anunciou publicamente que todo os esforços da empresa seriam direcionados para os "dispositivos para a internet" e fez diversos anúncios que minaram qualquer possibilidade da plataforma atingir algum sucesso.
Além disso, os distribuidores não possuiam o código fonte do BeOS e portanto não poderiam continuar seu desenvolvimento nem acrescentar suporte a novos dispositivos (em uma época em que surgiam uma profusão de placas e novos padrões de barramento), impossibilitando o sistema de se posicionar como uma alternativa viável para o Microsoft Windows ou o então pequeno Linux. Nessa mesma época a Gobe publicou alguns outros programas e até um jogo.
O fracasso da Be Inc. e do BeOS levaram ao fim da Gobe Software, e apesar da empresa ter lançado uma versão de seu programa para Microsoft Windows em 2001, ela não foi capaz de obter capital suficiente após a quebra da bolha no mercado de ações e fechou suas operações em 2002.